# Richard Barnes Mason
Richard Barnes Mason (16. januar 1797 – 25. juli 1850) var en karriereofficer i den amerikanske hær. Han var militærguvernør i Californien inden området blev til en delstat.
Mason blev født i Lexington i Virginia som barnebarn af George Mason, en af grundlæggerne af De Forenede Stater. Han blev officer i hæren i 1817 og gjorde tjeneste i 1st U.S. Infantry regimentet under Black Hawk-krigen. I 1833 blev han overført til United States Dragoons som regimentets første major. Under den Mexicansk-amerikanske krig gjorde han tjeneste i New Mexico Territoriet og i Californien, hvor han nåede at få rang af oberst
Efter krigen blev han udvnævnt til militærguvernør i Californien, en post som han beklædte fra 31. maj 1847 til 13. april 1849. Da der blev fundet guld ved Sutter's Mill, skrev Mason en rapport om fundet til Præsident James K. Polk.
Mason døde i Jefferson Barracks i St. Louis, Missouri, i 1850.
I 1882, blev forlægningen ved Point San Jose i San Francisco, California omdømt til Fort Mason til minde om ham. Mason Street i den indre by i San Francisco er ligeledes opkaldt efter ham.